# Gafrarium speciosum
Gafrarium speciosum is een tweekleppigensoort uit de familie van de Veneridae. De wetenschappelijke naam van de soort is voor het eerst geldig gepubliceerd in 1869 door Römer.